# Ексетер (Нью-Йорк)
Ексетер (англ. Exeter) — місто (англ. town) в США, в окрузі Отсего штату Нью-Йорк. Населення — 845 осіб (2020).

## Демографія
Згідно з переписом 2010 року, у місті мешкало 987 осіб у 401 домогосподарстві у складі 268 родин. Було 589 помешкань
Расовий склад населення:
| - 96,5 % — білих - 0,8 % — азіатів - 0,7 % — чорних або афроамериканців - 0,4 % — корінних американців - 0,2 % — вихідців з тихоокеанських островів |

До двох чи більше рас належало 0,9 %. Частка іспаномовних становила 1,5 % від усіх жителів.
За віковим діапазоном населення розподілялося таким чином: 20,1 % — особи молодші 18 років, 63,0 % — особи у віці 18—64 років, 16,9 % — особи у віці 65 років та старші. Медіана віку мешканця становила 43,9 року. На 100 осіб жіночої статі у місті припадало 90,9 чоловіків;  на 100 жінок у віці від 18 років та старших — 93,9 чоловіків також старших 18 років.
Середній дохід на одне домашнє господарство  становив 60 505 доларів США (медіана — 52 837), а середній дохід на одну сім'ю — 71 870 доларів (медіана — 64 167). Медіана доходів становила 50 000 доларів для чоловіків та 36 250 доларів для жінок. За межею бідності перебувало 19,0 % осіб, у тому числі 43,7 % дітей у віці до 18 років та 25,0 % осіб у віці 65 років та старших.
Цивільне працевлаштоване населення становило 384 особи. Основні галузі зайнятості: освіта, охорона здоров'я та соціальна допомога — 32,8 %, виробництво — 17,4 %, роздрібна торгівля — 14,8 %.